# Séparatisme sud-tyrolien

Drapeau du Tyrol du Sud

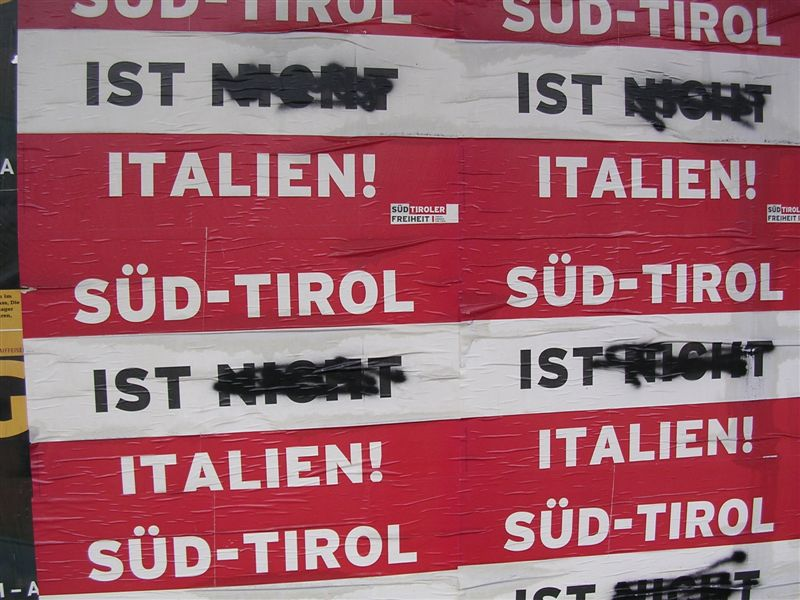
Panneau revendicatif du parti Süd-Tiroler Freiheit où il est écrit « Le Sud Tyrol n'est pas italien ! »

Le séparatisme sud-tyrolien est un mouvement politique de caractère indépendantiste qui réclame l'autodétermination du Tyrol du Sud, province autonome de Bolzano dans le Trentin-Haut-Adige, et se concrétisant soit par davantage d'autonomie, soit par la réunification avec le Tyrol au sein de l'Autriche. Certains groupes sont même favorables à l'établissement d'un État libre du Tyrol du Sud provisoire pour organiser l'annexion,.

## Histoire
La totalité de l'actuel Tyrol du Sud passa sous la juridiction de l'empire d'Autriche en 1814. La popularité du nationalisme s'accrût fortement en Europe après les guerres napoléoniennes. Au sein du royaume d'Italie, la ferveur de l'Irrédentisme italien naquit en 1866. L'Irrédentisme entraîna l'unification de tous les territoires de la péninsule italienne ou de ceux qui étaient perçus comme italiens. Le Tyrol du Sud, étant donné son inclusion géographique au sein de la péninsule, fut souvent l'objet d'une revendication de la part de l'Italie.
Au commencement de la Première Guerre mondiale, l'Italie resta strictement neutre. Ce fut seulement le 26 avril 1915 qu'elle déclara la guerre aux Empires centraux. Ce changement d'attitude est attribué par les historiens à la signature secrète du Pacte de Londres, par lequel l'Italie, en échange de son soutien aux alliés, "pourrait obtenir le Trentin, le Tyrol cisalpin avec ses frontières naturelles (la frontière du Brenner)" de l'empire d'Autriche-Hongrie. En dépit de pétitions de personnalités publiques du Tyrol du Sud et des déclarations rassurantes du Président des États-Unis Woodrow Wilson, pour qui le « réajustement des frontières de l'Italie devrait être effectué selon les lignes clairement reconnaissables des nationalités,, », le Tyrol du Sud et le Trentin tombèrent aux mains de l'administration militaire italienne après la signature du Traité de Saint-Germain-en-Laye en septembre 1919.

### Tensions germano-italiennes
Avec l'arrivée au pouvoir de Benito Mussolini en 1922 se mit en place une politique d'italianisation forcée, qui chercha essentiellement l'élimination de l'allemand, aussi bien dans l'enseignement, l'usage quotidien que dans l'emploi de la signalétique et des toponymies. Au début de la Seconde Guerre mondiale, l'Italie fasciste et l'Allemagne nazie s'allièrent pour former les Forces de l'Axe. Avec cette alliance, les citoyens germanophones, qui devaient le plus souvent accepter l'italianisation forcée car ils n'étaient que rarement autorisés à émigrer vers le Grand Reich germanique, purent faire un choix grâce à ce qui fut appelé « l'Option ». 86 % des Sud-Tyroliens choisirent de partir et s'installèrent dans les autres possessions allemandes ; malgré le retour ultérieur de nombreux émigrés sud-tyroliens dans leur pays natal, ces politiques eurent pour conséquence l'exode permanent de 75 000 personnes. Des réformes linguistiques furent mises en place après la chute du régime fasciste en 1945, restaurant les droits fondamentaux des Sud-Tyroliens qui avaient été auparavant révoqués.
L'Accord De Gasperi-Gruber signé le 5 septembre 1946 entre l'Autriche et l'Italie formalise l'engagement de l'État italien à respecter et protéger les droits linguistiques de la communauté germanophone, mais le fait que ce soit à la région et non à la seule province de Bolzano, majoritairement germanophone, qu'incombe la responsabilité de l'application de ces dispositions, suscite de vives tensions dans les années 1950.

### Statut d'autonomie
Le Tyrol du Sud dispose d'un statut d'autonomie territoriale après un accord de 1972 entre le gouvernement italien et des personnalités politiques locales menées par le leader Silvius Magnago qui fut l'artisan du compromis. Cela entraîna un plus grand niveau d'autogouvernance de la province. L'extension de son statut fut le sujet d'un débat animé jusqu'à l'accord final entre les gouvernements d'Autriche et d'Italie en 1992. Le statut de province autonome accordé au Tyrol du Sud lui garantit une abondance de privilèges ; par exemple, sur les taxes payées au Sud-Tyrol, seulement 10 % vont au gouvernement central.

## Mouvement sécessionniste

### Attentats à la bombe

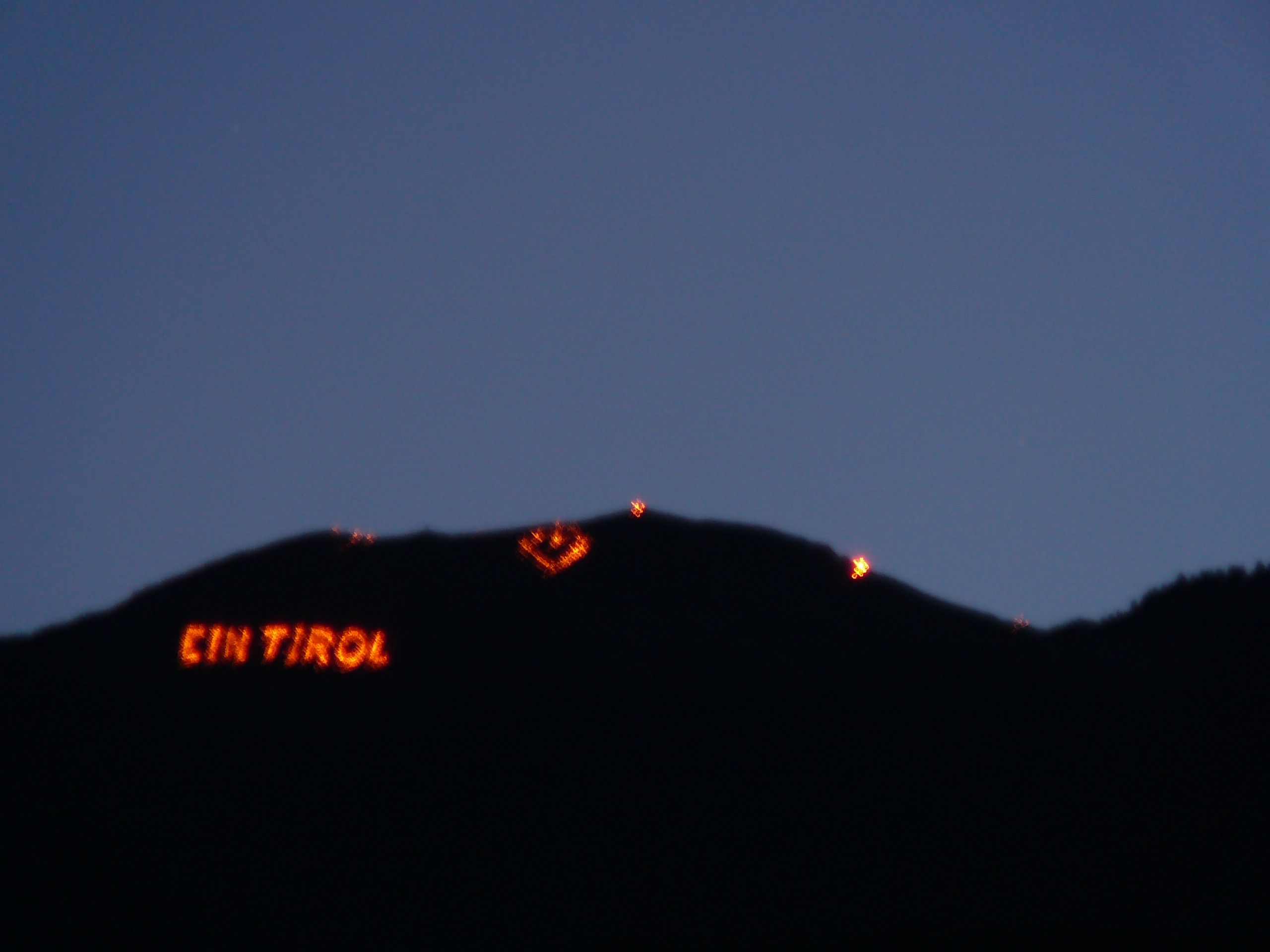
Manifestation Ein Tirol en 2009

L'activisme en faveur d'un Tyrol du Sud séparé de l'Italie se retrouva d'abord au sein du Comité pour la libération du Tyrol du Sud, qui mena des attentats à la bombe contre les infrastructures italiennes et les monuments fascistes entre la seconde moitié des années 1950 et 1961. Le plus notable de ces incidents fut la Feuernacht du 12 juin 1961, durant laquelle une grande centrale électrique fut détruite par des explosifs.
Plusieurs années après, le Comité de libération cessa ses activités, et apparut le mouvement Ein Tirol, une organisation terroriste d'extrême droite, qui prit la suite de son prédécesseur en organisant l'explosion de monuments fascistes tels que les mémoriaux historiques. Depuis la seconde moitié des années 1980, le groupe extrémiste a perdu de son importance et de sa violence au sein du mouvement indépendantiste. En 2009, une partie d'un flanc de montagne fut brûlé lors des célébrations de la fête du Sacré-Cœur pour rappeler le nom du groupe.

### Solutions politiques
Un certain nombre de partis politiques défendant la sécession du Tyrol du Sud ont vu leur importance croître, atteignant même un niveau national, parmi eux, Süd-Tiroler Freiheit, Die Freiheitlichen et Bürger Union für Südtirol. Ces partis occupent approximativement 10 des 35 sièges du conseil provincial du Haut-Adige, le Südtiroler Volkspartei, autonomiste, arrivant le plus souvent en tête de la coalition précédemment mentionnée lors des élections. Ces mouvements spécifiques au Tyrol du Sud n'entretiennent pas de relation avec la Ligue du Nord, dont l'agenda est parfois consacré à l'établissement d'un État indépendant de Padanie en Italie du Nord.

### Popularité
La passion avec laquelle la sécession du Tyrol du Sud est revendiquée varie selon l'époque et le climat politique. En 1991, un référendum non officiel indique que la majorité des germanophones souhaitaient rester au sein de l'Italie. Des sondages menés par l'institut de recherche autrichien Karmazin montrent que 54 % des Sud-Tyroliens germanophones ou des Ladins soutiendraient la séparation de l'Italie, tandis que 46 % de la population totale (incluant les Italiens) pourraient être favorables à la sécession du Tyrol du Sud.

## Arguments en faveur de la sécession

### Diversité ethno-linguistique
Sont listés ci-dessous les pourcentages, obtenus via le recensement de la population du Tyrol du Sud, basé sur la première langue ,:
| Année | Allemand | Italien | Ladin | Autres | Total | Pays             |
| ----- | -------- | ------- | ----- | ------ | ----- | ---------------- |
| 1880  | 90.6     | 13.4    | 4.3   | 1.7    | 100.0 | Autriche-Hongrie |
| 1890  | 89.0     | 14.5    | 4.3   | 2.3    | 100.0 | Autriche-Hongrie |
| 1900  | 88.8     | 14.0    | 4.0   | 3.2    | 100.0 | Autriche-Hongrie |
| 1910  | 89.0     | 12.9    | 3.8   | 4.3    | 100.0 | Autriche-Hongrie |
| 1921  | 75.9     | 10.6    | 3.9   | 9.6    | 100.0 | Italie           |
| 1961  | 62.2     | 34.3    | 3.4   | 0.1    | 100.0 | Italie           |
| 1971  | 62.9     | 33.3    | 3.7   | 0.1    | 100.0 | Italie           |
| 1981  | 64.9     | 28.7    | 4.1   | 2.2    | 100.0 | Italie           |
| 1991  | 65.3     | 26.5    | 4.2   | 4.0    | 100.0 | Italie           |
| 2001  | 64.0     | 24.5    | 4.0   | 7.4    | 100.0 | Italie           |
| 2011  | 61.5     | 23.1    | 4.0   | 11.4   | 100.0 | Italie           |

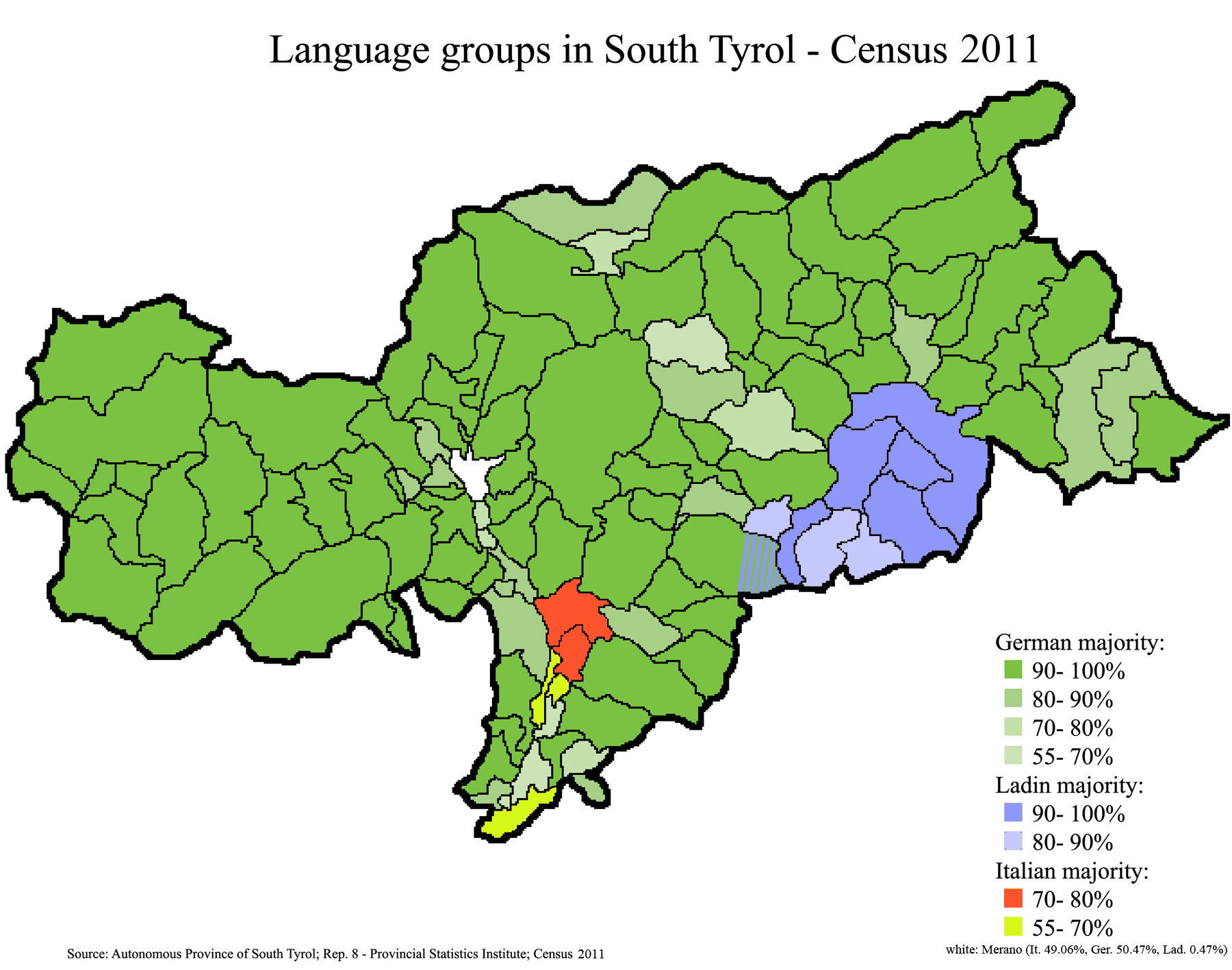
Répartition linguistique en 2011

Des tensions à propos du traitement équitable et la reconnaissance des minorités linguistiques ont apporté une raison historique au séparatisme, bien que leurs protections soient garanties par une loi passée en novembre 1991.

### Situation économique
Le Tyrol du Sud est parmi les plus riches provinces d'Italie avec un Produit intérieur brut de 32 000 €. Il a été dit que l'Italie est une nation qui a souffert d'un déclin inexorable depuis le début de la crise de la dette dans la zone euro en 2009. En 2012, il a été projeté que la région alloue 120 millions d'euros pour stabiliser le budget national de l'Italie. Pour accomplir cela, la région fut obligée d'augmenter les taxes et les droits sur les récoltes, une décision dont certains experts disent qu'elle viole le statut du Tyrol du Sud. Eva Klotz, fondatrice et représentante de Süd-Tiroler Freiheit au sein du Parlement local, a exprimé une opinion partagée actuellement par beaucoup d'autres Sud-Tyroliens en affirmant que la région « ne pouvait s'enfoncer » avec le reste de l'Italie. Cette recrudescence de la ferveur séparatiste causée par la crise de l'euro est comparable à la popularité florissante de  l'indépendantisme catalan en Espagne.

## Relations avec l'Autriche
Le traitement et l’absorption du Tyrol du Sud a souvent été une source de conflits dans les relations entre l'Italie et l'Autriche. Dans la période qui a immédiatement suivi la Seconde Guerre mondiale, le Gouvernement transitionnel autrichien exprima son inquiétude sur le traitement des germanophones et des minorités ladines du Tyrol du Sud. L'affaire fut réglée par la signature en 1947 du traité de Paris par les deux parties, instituant une plate-forme pour l'autonomie du Tyrol du Sud et la protection des minorités. Cependant, les changements dictés par le traité ne furent pas en grande partie respectés, ce qui eut pour conséquence que l'Autriche fit appel de la situation devant les Nations unies en 1961. L'Autriche disputa les revendications de l'Italie sur le Tyrol du Sud jusqu'à l'octroi précédemment mentionné d'un paquet d'autonomie en 1992. Dans la seconde moitié des années 1990, le gouvernement autrichien proposa à son homologue italien d'offrir l'amnistie aux militants indépendantistes emprisonnés, la majorité d'entre eux avaient été engagés dans des attentats durant les années 1950 et 1960. Le Parti de la liberté d'Autriche a encouragé la distribution de passeports autrichiens aux Sud-Tyroliens, bien que le gouvernement autrichien ait plusieurs fois rejeté cette requête.